# مایکل اوکیف
مایکل اوکیف (انگلیسی: Michael O'Keefe؛ زادهٔ ۲۴ آوریل ۱۹۵۵) یک هنرپیشه اهل ایالات متحده آمریکا است. وی از سال ۱۹۷۴ میلادی تاکنون مشغول فعالیت بوده‌است.

## گزیده فیلمشناسی
از فیلم‌ها یا برنامه‌های تلویزیونی که وی در آن نقش داشته‌است می‌توان به آثار زیر اشاره کرد.
- گری لیدی غرق شد (۱۹۷۸)
- سانتینی کبیر (۱۹۷۹)
- پادوی گلف (۱۹۸۰)
- شکاف تصویر (۱۹۸۲)
- جزایر وحشی (۱۹۸۳)
- آیرن‌وید (فیلم) (۱۹۸۷)
- ترس (فیلم ۱۹۹۰) (۱۹۹۰)
- خارج از باران (۱۹۹۱)
- سه آرزو (فیلم) (۱۹۹۵)
- ارواح میسیسیپی (۱۹۹۶)
- قول (فیلم ۲۰۰۱) (۲۰۰۱)
- خانه شیشه‌ای (فیلم ۲۰۰۱) (۲۰۰۱)
- دختر جنجالی (۲۰۰۲)
- یک جنایت آمریکایی (۲۰۰۷)
- مایکل کلیتون (۲۰۰۷)
- رودخانه یخ‌زده (۲۰۰۸)
- بزرگتر از آن که ورشکست شود (۲۰۱۱)
- آپارتمان ۱۴۳ (۲۰۱۱)
- نگاه آسمانی (۲۰۱۵)
- خانواده فوری (۲۰۱۸)
- خانواده والتون (مجموعه تلویزیونی) (۱۹۷۵–۷۷)
- آلفرد هیچکاک تقدیم می‌کند (مجموعه تلویزیونی ۱۹۸۵) (۱۹۸۵)
- روزان (۱۹۹۳–۹۵)
- بال غربی (مجموعه تلویزیونی) (۲۰۰۱)
- سی‌اس‌آی (۲۰۰۳)
- دکتر هاوس (۲۰۰۶)
- ذهن‌های جنایتکار (۲۰۰۷)
- مهره سوخته (۲۰۱۱)
- یک عشق واقعی (۲۰۲۳)
- میهن (مجموعه تلویزیونی) (۲۰۱۴)
- کارشناسان سکس (۲۰۱۵–۱۶)
- ابتدایی (مجموعه تلویزیونی) (۲۰۱۶)
- فهرست سیاه (مجموعه تلویزیونی) (۲۰۱۷)
- دشمن درون (مجموعه تلویزیونی) (۲۰۱۹)